# Knut Olav Åmås
Knut Olav Åmås (Odda, 19 gennaio 1968) è uno scrittore e giornalista norvegese.

## Biografia
Nasce a Odda. Consegue cand.philol. in filosofia, con la sua tesi su Ludwig Wittgenstein presso l'Università di Bergen. In seguito consegue il dottorato in filosofia con una tesi biografica su Olav H. Hauge. Ha lavorato come giornalista a Bergens Tidende, e dal 2006 è stato redattore di dibattiti (dal 2008 editor di cultura e dibattito) in Aftenposten. È stato redattore della casa editrice Universitetsforlaget dal 1996 al 2001 e ha curato il periodico Samtiden dal 2001 al 2006. Nel 2013 è stato nominato nel Gabinetto di Solberg come Segretario di Stato presso il Ministero della Cultura e della Chiesa. Attualmente è il direttore di Fritt Ord.